# The Majesty Demos 1985–1986
The Majesty Demos 1985–1986 – oficjalny bootleg progresywnometalowego zespołu Dream Theater, skompilowany przez wydawnictwo YtseJam Records w 2003 roku. Bootleg składa się z dwóch części: "The Berklee Demos * 1985–1986" i "The Majesty Demos * 1986".

## Historia powstania
The Majesty Demos 1985–1986 to remasteringowana wersja dem nagranych przez Dream Theater w początkach swojego istnienia.

### The Berklee Demos
Pierwsza część bootlegu to utwory nagrane w latach 1985 – 1986 na 4-ścieżkowym analogowym magnetofonie (ang.) Tascam 244, w sali prób wyższej szkoły muzycznej Berklee College of Music w Bostonie, do której John Myung, John Petrucci i Mike Portnoy wówczas uczęszczali. Utwory te to pierwsze wspólne dzieło tej trójki muzyków, bez partii wokalnych i instrumentów klawiszowych.

### The Majesty Demos
Druga część bootlegu The Majesty Demos 1985–1986 to wydane w 1986 roku demo zatytułowane oficjalnie The Majesty Demos.
Pomysł tego dema narodził się wiosną 1986 roku. Myung, Petrucci i Portnoy wiedzieli już wtedy, że klawiszowiec Kevin Moore dołączy do nich w maju, po zakończeniu semestru szkolnego. Rozmawiali też z Chrisem Collinsem – bardzo chętnym do współpracy początkującym wokalistą i znajomym z sąsiedztwa Myunga i Petrucciego.
Trójka muzyków wzięła na warsztat trzy opracowane wcześniej utwory ("Another Won", Two Far" i "Your Majesty"), skomponowała trzy nowe ("March of the Tyrant", "Vital Star" i "A Vision") i rozpoczęła nagrywanie podstawowych partii basowych, gitarowych i perkusyjnych. Dwóch przyjaciół z uczelni – Paul Falcone i James Hull – wsparło zespół pomocą przy nagrywaniu i drugim "4-ścieżkowcem" (pierwszy należał do Mike’a Portnoya).
W maju 1986 roku, po zakończeniu semestru szkolnego, Myung, Petrucci i Portnoy wrócili do domów i wspólnie z Collinsem i Moore’em dograli do dema partie wokalne i klawiszowe. Gotowe nagranie zostało powielona na tysiącu sztuk kaset zasponsorowanych przez babcię Mike’a Portnoya.
Latem 1986 roku Dream Theater (wtedy jeszcze pod nazwą Majesty) rozpoczął koncertowanie i wykorzystał tę okazję do rozpowszechnienia swojego dema. Portnoy, chcąc zwiększyć potencjalny krąg zainteresowania, wysyłał demo do różnych amerykańskich i europejskich magazynów hardrockowych i metalowych oraz rozdawał je innym muzykom.
Jedną z konsekwencji rozpowszechnienia dema Majesty demo była zmiana nazwy zespołu na Dream Theater. I tak rozpoczął się kolejny rozdział w karierze muzyków.

## Twórcy
- Chris Collins – śpiew
- Kevin Moore – instrumenty klawiszowe
- John Myung – gitara basowa
- John Petrucci – gitara elektryczna
- Mike Portnoy – instrumenty perkusyjne
- Paul Falcone – inżynieria dźwięku, produkcja
- James Hull – inżynieria dźwięku, produkcja

## Lista utworów

### The Berklee Demos * 1985–1986
1. "Particle E. Motion" – 1:38
2. "Another Won" – 5:26
3. "The Saurus" – 1:23
4. "Cry for Freedom" – 6:31
5. "The School Song" – 6:12
6. "YYZ" – 4:03
7. "The Farandole" – 3:16
8. "Two Far" – 5:40
9. "Anti-Procrastination Song" – 0:13
10. "Your Majesty" – 3:56
11. "Solar System Race Song" – 0:17
12. "I'm About to Faint Song" – 0:09
13. "Mosquitos in Harmony Song" – 0:12
14. "John Thinks He's Randy Song" – 0:10
15. "'Mike Thinks He's Dee Dee Ramone Introducing a Song Song" – 0:16
16. "John Thinks He's Yngwie Song" – 0:15
17. "Gnos Sdrawkcab" – 0:23

### The Majesty Demos * 1986
1. "Another Won" – 5:27
2. "Your Majesty" – 3:45
3. "A Vision" – 11:24
4. "Two Far" – 5:25
5. "Vital Star" – 5:44
6. "March of the Tyrant" – 5:34